# Mensajero LAN
Un mensajero LAN es un cliente de mensajería instantánea diseñado para usarse en una red de área local (LAN, en inglés local área network).
Un mensajero LAN proporciona ventajas sobre un cliente de mensajería instantánea normal. El mensajero LAN funciona dentro de una red de área local privada o de una empresa, por lo tanto solo la gente que está detrás del cortafuegos tendrá acceso al sistema. La comunicación de datos no va más allá de la red de área local y además el sistema no puede ser spameado desde fuera.